# Arquidiócesis de Cranganor
La arquidiócesis de Cranganor o de Angamaly (en latín: Archidioecesis Cranganorensis seu Angamalensis y en portugués: Arquidiocese de Cranganor) fue una circunscripción eclesiástica de la Iglesia católica en India. Se trataba de una arquidiócesis latina y caldea, sede metropolitana de la provincia eclesiástica de Malabar.

## Territorio y organización

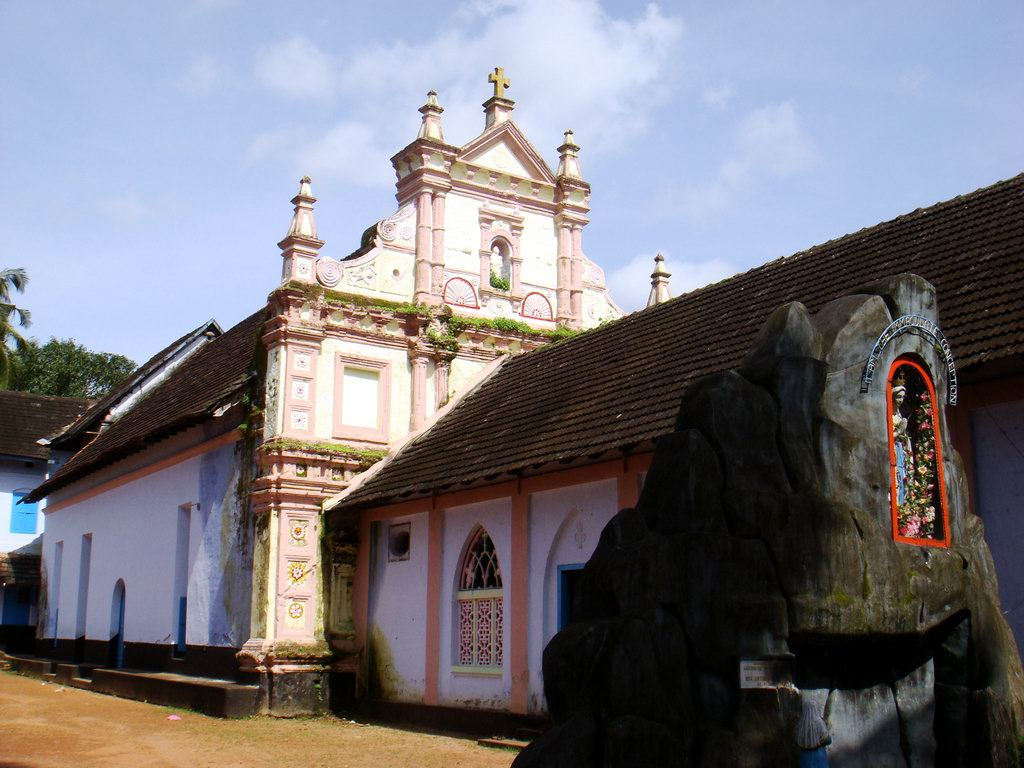
Excatedral de San Hormisdas, en Angamaly

La diócesis extendía su jurisdicción sobre los fieles católicos de rito latino y sobre los cristianos de Santo Tomás (de rito caldeo) residentes en la costa Malabar, parte del actual estado de Kerala.
La sede de la diócesis se encontraba en la ciudad de Kodungallur (antigua Cranganor), en donde se hallaba la Catedral de San Juan Bautista, destruida hacia 1790. En Angamaly se encuentra la excatedral de San Hormisdas, construida en 1570 y hoy concatedral de la archieparquía de Ernakulam-Angamaly.

## Historia

### Metropolitanato de Angamaly
Según la tradición, la Iglesia en la India fue fundada por Tomás el Apóstol, quien habría llegado a Muziris cerca de Cranganor el 21 de noviembre de 52 y fundó 7 iglesias antes de ser martirizado el 3 de julio de 72 en Meliapor, en donde se halla su tumba. Desde el siglo IV la Iglesia india entró en relaciones con la Iglesia persa de Seleucia-Ctesifonte (también llamada nestoriana). El catolicós de la Iglesia del Oriente enviaba un obispo a Cranganor, que usaba el título de metropolitano y puerta de toda la India. El arzobispo Yohannan de la India participó en el Concilio de Nicea I en 325. A causa de una persecución en Siria oriental y Persia, en 345 un establecimiento de hebreos cristianos fue fundado en Kottayam al sur de la India por Thomas Kanai, quien arribó con el obispo Uraha Mar Yausef, 4 sacerdotes y 72 familias. Este grupo es el origen de los knanayas.
Desde tiempos inmemoriales era costumbre que los patriarcas de esta Iglesia enviaran obispos a sus sedes en la India, en la que a mediados del siglo XVI se produjo una escisión entre los que entraban en comunión con la Santa Sede y los demás. 

### Período portugués
El portugués Vasco de Gama desembarcó en la costa de Malabar el 14 de mayo de 1498 y luego cada año llegaron flotas portuguesas que tomaron el control del litoral sur y oriental de la India, asegurándose del monopolio del comercio y la navegación en el océano Índico. Los primeros contactos portugueses con la comunidad cristiana local (los cristianos de Santo Tomás) fueron muy positivos, ya que los europeos fueron vistos como libertadores del acoso a que los sometían los navegantes árabes musulmanes, además, no faltaron las afirmaciones de la fe católica por parte de los cristianos indígenas. En 1523 los portugueses construyeron un fuerte en Cranganor. Pero poco después de la erección de la diócesis de Goa en 1537 (hoy arquidiócesis de Goa y Damán), las relaciones se rompieron, especialmente cuando Goa comenzó a implementar una política de sometimiento de los cristianos de Malabar al Padroado portugués y de latinización de los ritos y costumbres locales.
En 1552 se produjo un cisma en la Iglesia del Oriente y en 1553 Yohannan Sulaqa fue reconocido como el primer patriarca de la Iglesia católica caldea y envió a su hermano José Sulaqa como metropolitano de la India en comunión con el papa. José Sulaqa arribó a la costa Malabar en 1558 cuando ya estaban allí los portugueses, que lo enviaron a Lisboa en 1568. El segundo patriarca caldeo (Abdisho IV Maron, 1562-1570) envió al obispo Abraham que llegó a Goa en 1563 con la aprobación del papa Pío IV y asumió en 1568. El 29 de agosto de 1567 fue trasladada la arquidiócesis caldea desde Cranganore a Angamaly como sede metropolitana por el papa Pío IV, siendo obispo Abraham, quien murió en 1597. Fue el último arzobispo caldeo de Angamaly y metropolitano de toda la India. 
Un obispo rival enviado por el patriarca nestoriano Eliyya VII (1576-1591) fue excluido por los portugueses. Estos también miraron a Abraham con recelo y algunos escritores de esa nacionalidad declararon que murió hereje "de un grado sin igual", mientras que otros estudiosos dicen que murió en unión con Roma. Su muerte se produjo a principios de 1597.
La latinización fue promovida en particular por el arzobispo de Goa Aleixo de Meneses en el Sínodo de Diamper, celebrado en junio de 1599, dos años después de la muerte de Abraham. El sínodo prohibió el uso y destruyó un cierto número de libros siríacos y realizó cambios en la liturgia considerada nestoriana.
A la muerte del obispo Abraham, el arzobispo de Goa Aleixo de Meneses había nombrado administrador de la arquidiócesis al jesuita Francisco Roz: había sido consejero de Abraham y superior del seminario de Vaipicota durante doce años. El propio Meneses insistió en que se nombrara a un latino para la sede de Angamaly. Así, en el consistorio del 20 de diciembre de 1599, la Santa Sede aceptó las peticiones de Meneses con la condición de que la arquidiócesis se redujera a diócesis; en el mismo consistorio Francisco Roz fue nombrado obispo de Angamaly. Recibió la consagración episcopal en Goa el 25 de enero de 1601.
El 20 de diciembre de 1599 la arquidiócesis de Angamaly fue reducida, con un breve de Clemente VIII, a una simple diócesis sufragánea de Goa y de rito latino, y al año siguiente, el 4 de agosto de 1600, fue sometida, con el breve In supremo militantis del mismo papa, al Padroado real portugués. A cambio, el Gobierno de Lisboa debía garantizar al arzobispo de Angamaly una renta anual de 500 cruzados.
El 22 de diciembre de 1608 con la bula Romanus Pontifex del papa Paulo V, la diócesis fue elevada nuevamente al rango de arquidiócesis. El 22 de diciembre de 1610 el mismo papa ratificó el traslado del arzobispado de Angamaly, situado en el interior montañoso, a Cranganor, a orillas del océano Índico. En esta ocasión, la posesión portuguesa de Cranganor fue separada de la diócesis de Cochín y anexada a la de Angamaly. A partir de ese momento la arquidiócesis tomó el nombre de Cranganor o Angamaly.
En 1662 los holandeses conquistaron la fortaleza de Cranganor. A partir de entonces, la arquidiócesis ya no estuvo bajo el control político-militar portugués directo; sin embargo, Lisboa siempre hizo valer su derecho de patronato hasta el siglo XIX. En 1790 las tropas del rey de Mysore, sultán Fateh Ali Tipu, destruyeron el fuerte y conquistaron Cranganor, por lo que a principios del siglo XVIII en la ciudad de Cranganor quedaban pocos católicos y todas las iglesias habían sido destruidas, incluida la catedral.
El 24 de abril de 1838, después de varios años de sede vacante, la arquidiócesis de Cranganor o Angamaly fue suprimida con el breve Multa praeclare del papa Gregorio XVI y sus territorios anexados a los del vicariato apostólico de Verapoly (hoy arquidiócesis de Verapoly).
El concordato del 21 de febrero de 1857 entre la Santa Sede y Portugal preveía el restablecimiento de Cranganor como diócesis simple, sufragánea de Goa. Pero ese concordato, muy favorable a Portugal, de hecho nunca fue aplicado, sobre todo porque la propia Santa Sede lo denunció primero.
Con el nuevo concordato establecido el 23 de junio de 1886, en tiempos del papa León XIII, la Santa Sede renunció definitivamente al restablecimiento de la sede de Cranganor. El 1 de septiembre de 1886 el título fue concedido a los obispos de Damán y desde 1928 ha sido prerrogativa de los arzobispos de Goa y Damán, aunque la ciudad de Cranganor no pertenece al territorio de estas diócesis: de hecho fue parte de la arquidiócesis de Verapoly hasta 1987, cuando se erigió la diócesis de Kottapuram.

## Episcopologio

### De rito caldeo

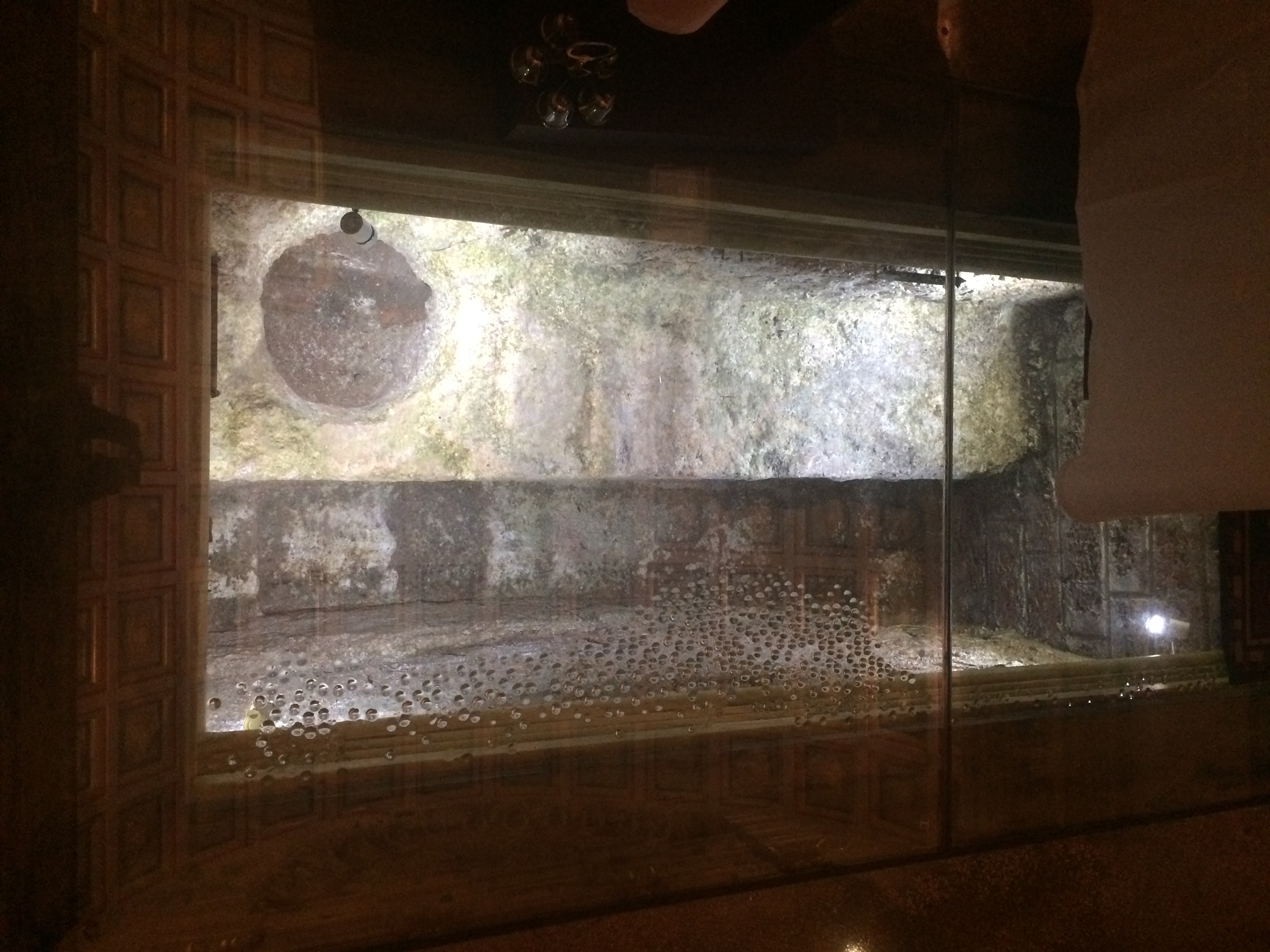
Tumba de Mar Abraão en la iglesia de Santa Hormisdas en Angamaly

- João de Mor Awgin (Mar Yohannan) † (1490-1503)
- Jacó Abuna (Mar Yaqob Abuna) † (1503-1553)
- José Sulaca (Mar Joseph Sulaqa) † (1555-1567)
- Abraão de Angamalé (Mar Abraão) † (1567-1597)

### De rito latino
- Francisco Roz (o Rodríguez), S.I. † (20 de diciembre de 1599-18 de febrero de 1624 falleció)
- Stephanus de Britto, S.I. † (18 de febrero de 1624-2 de diciembre de 1641 falleció)
- Francisco Garcia Mendes, S.I. † (2 de diciembre de 1641-3 de septiembre de 1659 falleció)
  - Giuseppe Maria Sebastiani, O.C.D. † (17 de diciembre de 1659-?) (administrador)
  - Alexander de Campo † (3 de julio de 1666-?) (administrador)
- Hieronymus de São Tiago (o Santiago), O.S.B. † (7 de febrero de 1689-? renunció)
- Diego Alvares † (19 de abril de 1694-30 de diciembre de 1697 renunció)
- Joannes Ribeiro, S.I. † (5 de diciembre de 1701-24 de enero de 1716 falleció)
- Antonius Pimentel, S.I. † (20 de enero de 1721-6 de marzo de 1751 falleció)
- Giovanni Luis, S.I. † (6 de marzo de 1751-11 de octubre de 1754 falleció)
- Salvator dos Reis, S.I. † (19 de julio de 1756-7 de abril de 1777 falleció)
- Giuseppe Cariati † (16 de diciembre de 1782-9 de septiembre de 1786 falleció)
- Teodoro Botelho Homen Bernardes † (26 de agosto de 1806-?)
- Paulo a Santo Tomas de Aquino, O.P. † (17 de diciembre de 1819-19 de diciembre de 1823 falleció)
- José Joaquim de Oliveira Carvalho, O.F.M. † (19 de diciembre de 1825-1835 falleció)